# یواکیم بی. اولسن
یواکیم بی. اولسن (دانمارکی: Joachim B. Olsen؛ زادهٔ ۳۱ مهٔ ۱۹۷۷) ورزشکار دو و میدانی اهل دانمارک است.
وی در مسابقات کشوری و بین‌المللی در مجموع برندهٔ ۱ مدال طلا، ۳ مدال نقره، ۴ مدال برنز شده‌است.